# Lésion défensive

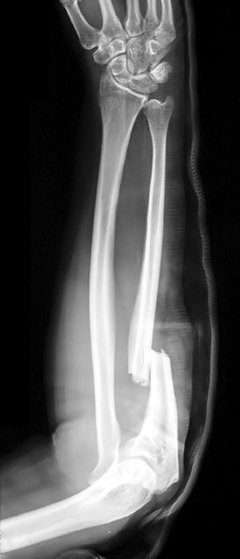
Image liée à une lésion défensive, type de lésion, généralement une blessure, témoignant d'une attitude défensive de la victime au moment où elle l'a subie

Une lésion défensive est un type de lésion, généralement une blessure, témoignant d'une attitude défensive de la victime au moment où elle l'a subie. Les lésions défensives constituent des indices importants dans le cadre de certaines enquêtes de police car elles établissent, lorsqu'elles sont dûment constatées par la médecine légale, l'existence d'une agression physique, ce qui permet d'écarter certains scénarios. Ainsi, la présence de coupures à l'avant-bras d'un cadavre peut témoigner de la tentative, de la part du meurtrier, de porter à la tête de sa victime des coups à l'arme blanche, écartés par réflexe. Cela autorise ensuite l'établissement d'hypothèses quant au profil du criminel.